# گروه برایس
گروه برایس (انگلیسی: Bryce Group) سازمانی غیررسمی از اعضای حزب لیبرال بریتانیا بود که به مطالعهٔ سازمان‌های بین‌المللی اختصاص داشت.
این گروه را گلدزورثی لوز دیکنسون در سال ۱۹۱۴ تأسیس کرد و لرد جیمز برایس در برخی جلسات اولیه آن حضور یافت. این گروه نتیجه گرفت که برای به حداقل رساندن جنایات جنگی باید معاهده‌ای الزام‌آور ایجاد کرد که امضاکنندگان و کشورهای دیگر را مجبور کند که برای حل اختلاف از سازوکارهای صلح‌آمیز میانجی‌گری استفاده کنند.